# Андорра на летних Олимпийских играх 1992
Андорра принимала участие в Летних Олимпийских играх 1992 года в Барселоне (Испания), но не завоевала ни одной медали.

## Результаты

### Велоспорт
| Спортсмен     | Дисциплина      | Время   | Место |
| ------------- | --------------- | ------- | ----- |
| Хуан Гонсалес | групповая гонка | DNF     | DNF   |
| Эмиль Перес   | групповая гонка | 4:58:25 | 82    |
| Хавьер Перес  | групповая гонка | 4:35:56 | 31    |

### Дзюдо
| Спортсмен    | Весовая категория | Место |
| ------------ | ----------------- | ----- |
| Антони Молне | до 60 кг          | 23    |

### Лёгкая атлетика
Женщины
| Спортсменка      | Дисциплина      | Квалификация | Квалификация | Финал                 | Финал                 |
| Спортсменка      | Дисциплина      | Результат    | Место        | Результат             | Место                 |
| ---------------- | --------------- | ------------ | ------------ | --------------------- | --------------------- |
| Маргарида Морено | Прыжок в высоту | 1.70         | 41           | Завершила выступления | Завершила выступления |

### Парусный спорт
| Спортсмены              | Класс яхт | Регата | Регата | Регата | Регата | Регата | Регата | Регата | Очки | Место |
| Спортсмены              | Класс яхт | 1      | 2      | 3      | 4      | 5      | 6      | 7      | Очки | Место |
| ----------------------- | --------- | ------ | ------ | ------ | ------ | ------ | ------ | ------ | ---- | ----- |
| Давид Рамон Оскар Рамон | 470       | 21     | 35     | 37     | 33     | 3      | 31     | (41)   | 160  | 27    |

### Стрельба
| Спортсмен   | Дисциплина | Результат | Результат |
| Спортсмен   | Дисциплина | Очки      | Место     |
| ----------- | ---------- | --------- | --------- |
| Жоан Безоли | Трап       | 140       | 29        |